# Ageratina macbridei
Espèce
Synonymes
- Eupatorium macbridei B.L.Rob.[1]

Statut de conservation UICN

 LC  : Préoccupation mineure
Ageratina macbridei est une espèce de plante à fleurs du genre Ageratina de la famille des Asteraceae.